# Stipe Bralić
Stipe Bralić, né le 10 juin 1973 à Šibenik, dans la République socialiste de Croatie, est un entraîneur croate de basket-ball.